# Системный оператор Единой энергетической системы
АО «СО ЕЭС» — Акционерное общество «Системный оператор Единой энергетической системы». Является субъектом оперативно-диспетчерского управления (в нормативно-технической документации также используется термин Системный оператор), осуществляющим централизованное оперативно-диспетчерское управление Единой энергетической системой России. Выделен из состава ОАО «РАО ЕЭС России» и зарегистрирован в качестве самостоятельного предприятия в 2002 году. Имеет филиалы и представительства практически во всех регионах России.
Системный оператор является специализированной организацией, единолично осуществляющей централизованное оперативно-диспетчерское управление в пределах Единой энергетической системы России, имеет статус естественной монополии. Он также уполномочен выдавать оперативные диспетчерские команды и распоряжения, обязательные для исполнения субъектами электроэнергетики и потребителями электрической энергии, которые влияют на электроэнергетический режим работы энергетической системы.

## Задачи
Задачами Системного оператора являются:
- управление режимами работы Единой энергетической системы Российской Федерации, обеспечение её надежного функционирования и устойчивого развития;
- создание условий для эффективного функционирования рынка электроэнергии (мощности);
- обеспечение соблюдения установленных технологических параметров функционирования электроэнергетики и стандартных показателей качества электрической энергии при условии экономической эффективности процесса оперативно-диспетчерского управления и принятия мер для обеспечения исполнения обязательств субъектов электроэнергетики по договорам, заключаемым на оптовом рынке электрической энергии и розничных рынках;
- обеспечение централизованного оперативно-технологического управления Единой энергетической системой России.

## Структура
АО «СО ЕЭС» имеет трехуровневую иерархическую структуру, в которую входят:
- Исполнительный аппарат с главным диспетчерским центром;
- 7 филиалов — Объединенных диспетчерских управлений (ОДУ), осуществляющих оперативно-диспетчерское управление на территории 7 объединенных энергосистем (ОЭС Центра, Юга, Северо-Запада, Средней Волги, Урала, Сибири и Востока);
- 49 филиалов — Региональные диспетчерские управления (РДУ), управляющие энергосистемами одного или нескольких субъектов Российской Федерации.

Кроме того, АО «СО ЕЭС» имеет 10 представительств в регионах, управление энергосистемами которых осуществляется укрупненными РДУ с территории соседних субъектов Российской Федерации (Белгородская, Брянская, Ивановская, Калужская, Орловская, Тамбовская, Тверская и Ульяновская области, Республики Марий Эл и Мордовия, Чувашская Республики).
В состав АО «СО ЕЭС» в качестве дочернего общества входит АО «Научно-технический центр Единой энергетической системы» (прежнее наименование — ОАО «Научно-исследовательский институт по передаче электроэнергии постоянным током высокого напряжения»).

### Объединённое диспетчерское управление
Объединённое диспетчерское управление (ОДУ) — диспетчерский центр Системного оператора Единой энергетической системы второго иерархического уровня в организационно-правовой форме филиала, осуществляющий управление режимами работы на части территории ЕЭС России и управляющий деятельностью диспетчерских центров третьего уровня (РДУ).
В составе Системного Оператора функционируют 7 филиалов — ОДУ:
- ОДУ Востока[8]
- ОДУ Сибири[9]
- ОДУ Урала[10]
- ОДУ Средней Волги[11]
- ОДУ Юга[12]
- ОДУ Центра[13]
- ОДУ Северо-Запада[14]

## История
Создание первых энергосистем, предусмотренное планом ГОЭЛРО, потребовало организации их параллельной работы. В 1932 году создается первый диспетчерский центр в объединённой энергосистеме Урала, в 1940 году — диспетчерский центр Центральной и Восточной зон Украины. В 1945 году организовано Объединённое диспетчерское управление Центра, координировавшее параллельную работу Московской, Горьковской, Ивановской и Ярославской энергосистем. Строительство в 1950-е годы мощных ГЭС на Волге и освоение сверхвысокого класса напряжения 500 кВ для выдачи их мощности в сеть стало новым толчком к развитию ОЭС Центра, Средней Волги и Урала и включению их на параллельную работу. Массовое строительство тепловых электростанций с серийными блоками установленной мощностью до 300 МВт и крупных ГЭС в Сибири, значительное усиление электрических сетей потребовали нового уровня координации режимов объединённых энергосистем Центра, Урала и Средней Волги. Эти функции были возложены на ОДУ Центра с дальнейшим преобразованием его в ОДУ Европейской части ЕЭС СССР.
С развитием ЕЭС СССР и присоединением к ней Закавказья и ряда районов Северного Казахстана и Западной Сибири для поддержания нормального функционирования и развития ЕЭС и её централизованного управления в 1967 году создано Центральное диспетчерское управление (ЦДУ) ЕЭС СССР. В 1992 году ЦДУ ЕЭС СССР переименовано в ЦДУ ЕЭС России, годом позже ЦДУ и ОДУ вошли в структуру Российского акционерного общества энергетики и электрификации «ЕЭС России».
В рамках осуществления реформы электроэнергетики России 17 июня 2002 года ЦДУ ЕЭС и ОДУ были выделены из состава ОАО «РАО ЕЭС России», на их основе создано ОАО «Системный оператор — Центральное Диспетчерское Управление Единой энергетической системы» (ОАО «СО — ЦДУ ЕЭС») с долей участия Российской Федерации в уставном капитале компании не менее 52 процентов. На базе Центральных диспетчерских служб акционерных обществ энергетики и электрификации (АО-энерго) созданы филиалы новообразованной компании — региональные диспетчерские управления. В течение двух лет в Системном операторе была сформирована единая организационная и технологическая структура оперативно-диспетчерского управления ЕЭС России. В 2008 году организация переименована в ОАО «Системный оператор Единой энергетической системы», в том же году 100 % акций Компании перешли в собственность государства. В 2016 году были внесены изменения в устав компании, которыми было утверждено её новое название — АО «Системный оператор Единой энергетической системы».